# Moulèra
Moulèra est une commune rurale située dans le département de Nako de la province du Poni dans la région Sud-Ouest au Burkina Faso.

## Histoire
Selon la tradition orale, le village aurait été l'un des premiers fondés dans le futur département de Nako par l'un des deux frères de Dah Youlbou, venus du Ghana pour fuir la colonisation anglaise au début du XXe siècle ; l'autre frère ayant fondé le village d'Oussoupèra-Fétéo, établissant dès lors des relations privilégiées entre les populations des deux localités.

## Santé et éducation
Le centre de soins le plus proche de Moulèra est le centre de santé et de promotion sociale (CSPS) de Nako tandis que le centre hospitalier régional (CHR) de la province se trouve à Gaoua.